# Terremoto de Guerrero de 1909
El terremoto de Guerrero de 1909 fue un sismo ocurrido alrededor de las 04:30 hora local (10:30 UTC) del viernes 30 de julio de 1909, que alcanzó una magnitud de 7,5 (MW). Su epicentro se localizó en la región Costa Grande del estado de Guerrero, en el sur de México. El sismo y sus posteriores réplicas dejaron al puerto de Acapulco en ruinas luego de que dos años antes fuera devastado por el terremoto del 14 de abril de 1907.

## Geología

### Origen
Durante la madrugada del viernes 30 de julio de 1909, alrededor de las 04:30 Tiempo del Centro (10:30 UTC) se registró un sismo de magnitud 7,5 (MW) con una duración estimada de un minuto con 40 segundos. Su epicentro se ubicó en la Brecha de Guerrero, que comprende la región Costa Grande del estado de Guerrero. El sismo fue de tipo trepido-oscilatorio al igual que la réplica más importante acontecida un día después, alrededor de las 13:00 hora local, registrando una duración semejante a la del día 30 y provocando una gran destrucción en Acapulco.
A las 13:00 hora local del 2 de agosto de 1909, se registró otro fuerte sismo aunque de muy corta duración.

## Daños

### Guerrero
En el puerto solo se reportó la muerte de dos niños luego de que su hogar se derrumbara en la calle del Barrio Nuevo (hoy avenida Cuauhtémoc) y un gran número de personas con heridas menores.

#### Daños materiales
Entre el panorama de destrucción que mostraba Acapulco, destacan:
- Colapso de la parroquia principal del puerto (hoy Catedral de Nuestra Señora de la Soledad).
- Pérdida total del mercado de la plaza Álvarez.
- Derrumbe y pérdida total de la casa Alzuyeta y Compañía, una de las casas comerciales más ricas del puerto (reconstruida años después).
- Daños parciales y pérdidas totales en numerosas casas del puerto.[2]

### Otras ciudades
El sismo se sintió de nueva cuenta con una intensidad considerable en la Ciudad de México, allí se registraron daños en Palacio Nacional así como el derrumbe de algunas casas de las colonias Roma, Hidalgo, Morelos, la Bolsa, el Imparcial y San Pedro de los Pinos.